# Steilmann (Unternehmen)
Die Steilmann SE mit Sitz Bergkamen war ein börsennotiertes Textilunternehmen; im März 2016 erklärte das Unternehmen Insolvenz.

## Anfang und Aufstieg
Der Einzelhandelskaufmann Klaus Steilmann (1929–2009) gründete 1958 mit einem geliehenen Startkapital von 40.000 DM in Wattenscheid die Klaus Steilmann GmbH & Co. KG. mit 40 Mitarbeitern und erzielte im ersten Jahr einen Umsatz von 7,2 Millionen DM. Im November 1958 entwarf er seine erste Damen-Oberbekleidungskollektion (DOB). Über seine Anfänge scherzte er: „Eines habe ich mit Bill Gates gemeinsam. Wir haben beide in einer Garage angefangen.“ Sein Slogan war „Mode für Millionen“.
Mit 34 Betrieben erwirtschaftete das Unternehmen 1985 eine Milliarde DM Umsatz und hatte einen Marktanteil von rund 10 Prozent des gesamten deutschen Umsatzes in Damen-Oberbekleidung und galt als Europas größter Konfektionär. So wurden auch die Exquisit-Läden in der DDR beliefert.
1988 arbeitete das Unternehmen mit dem Designer Karl Lagerfeld zusammen, der seine Kollektion mit KL - by Karl Lagerfeld für Steilmann entwarf und etikettieren ließ. Ab 1988 wurde auch Herrenbekleidung produziert.
1993 ließ Steilmann auch in der Ukraine und 1994 in Vietnam produzieren und belieferte weiterhin u. a. die Handelsketten C&A, Peek & Cloppenburg, Karstadt, Kaufhof und Marks & Spencer.
Im Jahre 1998 hatte die Steilmann-Gruppe 1,45 Mrd. DM Gesamtumsatz, ca. 3.500 Beschäftigte im Inland und 18.200 Beschäftigte weltweit. Die Globalisierung führte zu einem Preisdruck, dem das Unternehmen auf die Dauer nicht standhalten konnte.

## Niedergang und Insolvenz
Klaus Steilmann stand bis 1999 der Gruppe vor. Im Oktober 1999 wurde die Geschäftsführung der Gruppe an Joachim Vogt, den früheren Chef von Hugo Boss, übergeben. Schließlich kam Britta Steilmann in das Unternehmen zurück und war von August 2001 bis 2003 Geschäftsführerin. Im Rahmen von Konzentration auf das Kerngeschäft und Outsourcing kam es zu Umstellungen. Anfang 2003 wurde unter anderem auch die eigene EDV-Abteilung mit 37 Mitarbeitern aufgelöst.
Der allgemeine Personalabbau wurde mit Hilfe eines Sozialplanes durchgeführt. Die Schließung der deutschen Fertigung und deren Verlagerung in Billiglohnländer ließ das Eigenkapital stark schrumpfen. 2002 betrug der Umsatz noch über 500 Mio. Euro. Im Jahre 2003 schrieb man erstmals rote Zahlen. Britta Steilmann übergab die Geschäftsführung an ihre Schwester. Ute Steilmann führte zusammen mit Finanzchef Klaus Friedrich und Personalchef Willy Krahn die Geschäfte. Ihre Schwester Cornelia Steilmann war für die internationalen Geschäfte zuständig. Im Jahr 2005 versprach man sich von der Beratung durch Gerd Niebaum und Friedhelm Ost den Weg in die Sanierung. 2005 wurde das Werk in Cottbus geschlossen.
Im September 2006 kündigte Ute Steilmann einen Insolvenzantrag an. Zu diesem Zeitpunkt beschäftigte das Unternehmen noch etwa 500 Mitarbeiter in Deutschland und 3.000 Mitarbeiter in Rumänien.

## Übernahmen und erneute Insolvenz
Der Konkurs wurde im Oktober 2006 durch die vollständige Übernahme aller Steilmann-Anteile durch die italienische Miro-Radici-Gruppe (2012 umbenannt in Steilmann Holding AG), mit Sitz in Bergkamen, abgewendet. Miro Radici hatte zuvor schon die Marken Apanage, Kirsten, DressMaster und Nienhaus & Lotz von Steilmann gekauft. Geschäftsführer von Miro Radici war Michele Puller.
Im März 2013 gab das Unternehmen bekannt, gemeinsam mit dem luxemburgischen Investor Equinox Two von BluO rund 46,96 Prozent der Anteile der Adler Modemärkte zu übernehmen. Im Oktober 2015 gab die Steilmann SE, die als Rechtsnachfolger der Steilmann Boecker Fashion Point GmbH & Co KG das operative Geschäft der Steilmann Holding umfasst, ihren Börsengang an der Frankfurter Börse im Prime Standard bekannt.
Im März 2016 erklärte das Unternehmen seine Zahlungsunfähigkeit und stellte am darauf folgenden Tag zusammen mit seiner ebenfalls zahlungsunfähigen Großaktionärin Steilmann Holding (die wiederum den Familien Puller, Giazzi und Radici gehört) einen Insolvenzantrag. Als Grund für die Insolvenz wurden unter anderem anhaltend schwache Geschäfte genannt; die Banken waren nicht mehr zur Finanzierung bereit und Gespräche mit potenziellen Geldgebern gescheitert. Der wertvollste Teil der Insolvenzmasse war die mit rund 80 Mio. Euro bewertete Beteiligung an den Adler Modemärkten, die gemeinsam mit dem Luxemburger Investor Equinox gehalten werden. Das operative Geschäft wurde weitgehend verkauft; die verbleibenden Aktivitäten wurden eingestellt.